# Цыгырлаш, Игорь Иванович
И́горь Ива́нович Цыгырла́ш (рум. Igor Ivanovic Ţîgîrlaş; 24 февраля 1984, Кишинёв) — молдавский футболист, полузащитник.

## Карьера
Начинал играть в футбол в СДЮСШ на Рышкановке у Николая Филипповича Есина, после чего был переведён к Анатолию Ивановичу Несмеянову. В 16 лет был приглашён в сборную Молдавии U-17, с которой выступил на турнире «Кубок Федерации футбола Молдовы». Забив в трёх матчах 2 гола при 2-х голевых передачах и продемонстрировав отличную игру, попал на заметку скаутам «Шерифа», куда и был в итоге приглашен.
Отыграв два года за «Шериф-2», Игорь Цыгырлаш попал в поле зрения донецкого «Шахтёра». Из этого клуба он стал регулярно призываться под знамёна молодёжной сборной Молдавии, где стал стабильным игроком основы и за которую провёл более двух десятков матчей.
В 2005 году Цыгырлаш оказался в харьковском «Арсенале», где благодаря своему универсализму (Цыгырлаш может сыграть как правого или левого полузащитника, так и в нападении) сыграл важную роль в завоевании командой 2 места в Первой лиге чемпионата Украины и права играть в Высшей лиге. Следующие полтора сезона провёл в ФК «Харьков», который стал правопреемником «Арсенала», сыграв в Высшей лиге чемпионата Украины 14 игр и забил 1 гол. C приходом зимой 2007 года на пост главного тренера ФК «Харьков» Бессонова, клуб расстался с ним и практически со всеми остальными легионерами.
Весной 2007 года Игорь Цыгырлаш на правах аренды перешёл в кишинёвский «Зимбру», где оставил заметный след. В 10-ти проведённых матчах он отдал 9 голевых передач и забил один гол, став любимцем болельщиков и одним из лидеров команды. В полуфинальном матче на Кубок Молдавии 2006/2007 против «Шерифа» вышел с травмой на уколах, и в результате опроса на официальном сайте «Зимбру» был признан лучшим игроком команды. В финале Кубка Молдавии «Зимбру» обыграл «Нистру», и Игорь Цыгырлаш поднял над головой свой первый трофей. Несмотря на всего лишь 3 месяца, проведённые в аренде в «Зимбру», в конце 2007 года в результате опроса на официальном сайте клуба, Цыгырлаш вошёл под вторым номером в символический «Идеальный состав „Зимбру“ 2007 года».
В этом же году Игорю Цыгырлашу покорились ещё два национальных трофея. Летом 2007 чемпион Латвии «Вентспилс» выкупил его трансфер у ФК «Харьков». С этим клубом Цыгырлаш выиграл чемпионат и Кубок Латвии, а также сыграл в финале Балтийской лиги. На момент прихода «Цыги» в «Вентспилс» этот клуб отставал от лидировавшего «Металлурга» (Лиепая) на 14 очков и имел лишь теоретические шансы на чемпионство. Однако «Вентспилс» в сверхважном прямом матче одержал победу над своим давним конкурентом. Матч заканчивался нулевой ничьей, устраивавшей клуб из Лиепаи, когда Игорю Цыгырлашу удался феноменальный удар и сумасшедший гол. Ошеломлённый соперник вскоре пропустил ещё один гол и проиграл со счётом 2:0. Именно этот гол молдавского полузащитника, по мнению специалистов, стал переломным в борьбе за чемпионство. После этого поражения «Металлург» так и не оправился, регулярно теряя очки, в то время как «Вентспилс» выдал впечатляющую победную серию и выиграл чемпионат.
Сезон 2008 года Игорь Цыгырлаш продолжил также ярко, как и предыдущий год. Сначала он ярко выступил на Кубке Содружества (очередной сумасшедший гол, две голевые передачи и реализованный послематчевый пенальти), где его «Вентспилс» выбыл на стадии четвертьфиналов в серии пенальти. Затем продолжил забивать за свою команду и в чемпионате, и Кубке. Несмотря на то, что по замыслу тренера Цыгырлаш выполняет большой объём оборонительной работы, на его счету уже четыре гола в чемпионате и два — в Кубке Латвии. Молдавский футболист мог взять ещё один трофей, но в финале Кубка Латвии «Вентспилс» неожиданно в серии пенальти проиграл «Даугаве».
26 февраля 2011 года был отдан в аренду в одесский «Черноморец» с правом выкупа, которым одесский клуб и воспользовался по окончании сезона. Выступая за одесситов во втором круге Первой лиги, забил 7 голов.

## Сборная Молдавии
Вплоть до 2006 года Игорь Цыгырлаш являлся основным игроком молодёжной сборной Молдавии (U-21), за которую провёл 21 матч.
Зимой 2007 года Игорь Цыгырлаш дебютировал в национальной сборной Молдавии. На сегодняшний день в его активе уже 5 матчей. После некоторого перерыва, связанного с небольшим конфликтом с главным тренером сборной Игорем Добровольским, получил-таки вызов в сборную на товарищеский матч с Литвой, который состоялся 20 августа 2008, и на стартовые матчи отборочного цикла ЧМ-2010. После этого Цыгырлаш уже регулярно вызывался в сборную.

## Лига Чемпионов (8 матчей)
В том же 2007 году состоялся дебют Цыгырлаша в Лиге чемпионов, в которой он провёл 4 матча. В первом квалификационном раунде «Вентспилс» обыграл чемпиона Уэльса ТНК, а во втором уступил дорогу австрийскому «Зальцбургу». На предматчевой пресс-конференции знаменитый тренер австрийского клуба Джованни Траппатони персонально выделил игру Цыгырлаша:

— Я видел «Вентспилс» в Уэльсе и отметил хорошую технику команды, её сбалансированность во всех линиях и тактическую грамотность. Впрочем, во втором раунде Лиги чемпионов других команд и не может быть. В Уэльсе мне понравилась игра номера «9» (Витас Римкус), номера «11» (Владимир Колесниченко), номера «17» (Жан-Поль Ндеки) и номера «22» (Игорь Цыгырлаш), — отметил итальянский тренер. 
В 2008 году «Вентспилс» был очень близок к выходу в 3-й квалификационный раунд Лиги Чемпионов. В первом матче в гостях против норвежского «Бранна» латыши проиграли с минимальным счётом, пропустив гол на последних минутах. В ответном матче, несмотря на то, что «Вентспилс» из-за удаления с 15-й минуты играл в меньшинстве, команда выигрывала к перерыву со счётом 2:0. И все же норвежцы воспользовались численным преимуществом и забили необходимый гол. «Вентспилс» выиграл со счётом 2:1, но в следующий раунд вышел «Бранн», где его ждал марсельский «Олимпик». Игорь Цыгырлаш отыграл во всех 4-х матчах этого сезона.

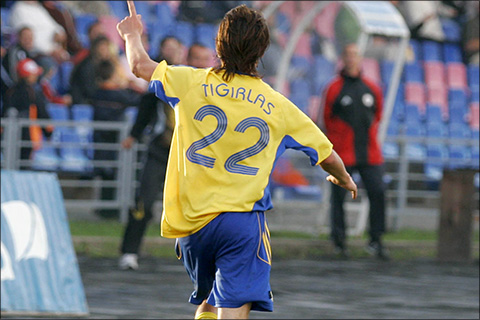
Игорь Цыгырлаш празднует гол в ворота «Металлурга», переломивший борьбу за «золото» в пользу «Вентспилса»

## Достижения
- Серебряный призёр Первой лиги чемпионата Украины в составе «Арсенала» — 2004/2005
- Вице-чемпион Молдовы в составе «Зимбру» — 2006/2007
- Обладатель Кубка Молдовы в составе «Зимбру» — 2007
- Чемпион Латвии в составе «Вентспилса» — 2007
- Обладатель Кубка Латвии в составе «Вентспилса» — 2007
- Финалист Кубка Балтийской Лиги — 2007
- Финалист Кубка Латвии — 2008

## Интересные факты
- Дебют Игоря Цыгырлаша в национальной сборной Молдовы совпал с дебютом Игоря Добровольского на посту главного тренера сборной.
- В сентябре 2007 Игорь Цыгырлаш не смог сыграть в отборочных матчах Евро-2008 против сборной Норвегии и Боснии и Герцеговины из-за собственной свадьбы. Дело в том, что бракосочетание было назначено и спланировано ещё в бытность Цыгырлаша игроком молодёжной сборной и до его привлечения в национальную сборную Молдовы. Судя по всему, наставник сборной Молдовы Игорь Добровольский обиделся на игрока, так как вызывал его на следующий матч с Турцией, но не включил в заявку, а на следующие товарищеские матчи Цыгырлаша и вовсе не вызывали на протяжении почти года, несмотря на его отличную форму. Однако общественное мнение требовало возвращения «Цыги» в сборную, и уже 20 августа 2008 он сыграл весь матч в товарищеском матче против Литвы.